# ريتشارد كراتشفيلد
ريتشارد كراتشفيلد (بالإنجليزية: Richard Crutchfield)‏ هو عالم نفس أمريكي، ولد في 20 يونيو 1912، وتوفي في 19 يوليو 1977.